# کریستین کورسگارد
کریستین کورسگارد (انگلیسی: Christine Korsgaard؛ زادهٔ ۹ آوریل ۱۹۵۲) فیلسوف اهل ایالات متحده آمریکا است.